# Fuerzas Terrestres de Israel
Las Fuerzas Terrestres de Israel (en hebreo: זרוע היבשה‎) es el ejército de tierra de las Fuerzas de Defensa de Israel. El comandante es el oficial general al mando con el rango de General de División, el Mazi, subordinado al Jefe del Estado Mayor.

## Nombre
La Oficina del Comandante General de Israel, se conoce comúnmente como Mazi, debido a la pronunciación hebrea del acrónimo de "Comando del Ejército de Tierra".

## Unidades y estructura

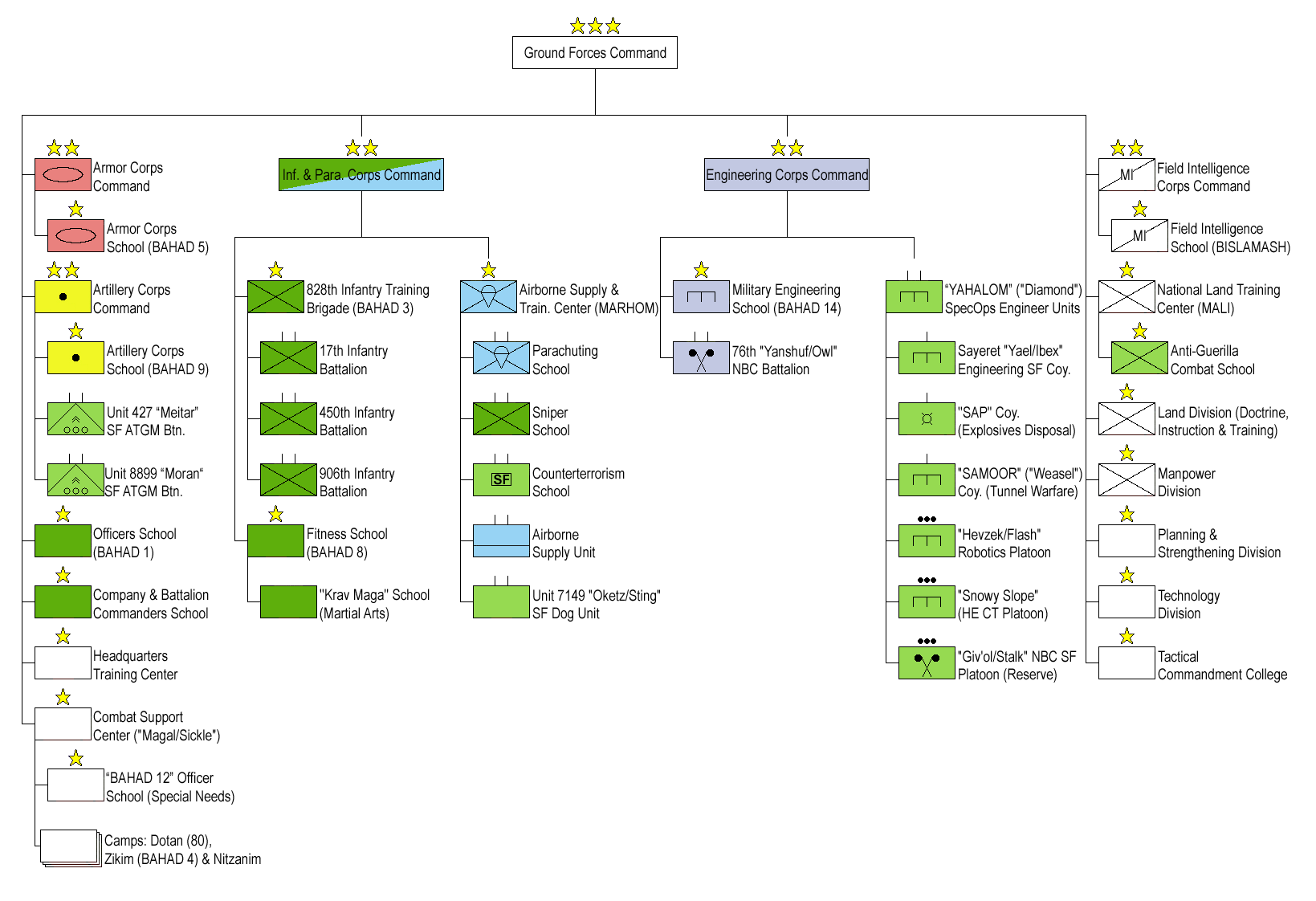
Estructura GOC

Mazi incluye los siguientes cuerpos:
- Cuerpo de Infantería de Israel (חיל הרגלים)
- Cuerpo de Blindados de Israel (חיל השריון)
- Cuerpo de Artillería de Israel (חיל התותחנים)
- Cuerpo de Ingenieros de Combate de Israel (חיל ההנדסה הקרבית)
- Cuerpo de Reconocimiento, Inteligencia y Combate (חיל האיסוף הקרבי)

Además el Mazi incluye cuatro divisiones:
- División de Planificación (Presupuesto y Organización)
- División de Base (Entrenamiento y Doctrina)
- División de Personal
- División tecnológica (Material, I+D y Adquisición)

## Transformación en la tercer rama de las FDI
Después de la reforma de modernización del 2000, el Mazi pasó a convertirse en la tercera rama de las Fuerzas de Defensa de Israel, junto a las Fuerzas Aéreas y la Marina. Hasta la creación del Mazi, todas las fuerzas de tierra de las FDI quedaban subordinadas directamente desde el Ramatcal (que sería el Comandante en Jefe) a través de los Comandos Regionales (Norte, Sur y Central). La intención de la reforma era subordinar las fuerzas terrestres a un único mando de tierra, homólogo a la situación de las fuerzas navales y aéreas, que tenían su propio mando único. Esta situación es muy parecida a los ejércitos europeos como el español, pero opuesta a la doctrina estadounidense que subordina la Fuerza Aérea, la Armada y el Cuerpo de Marines a los Mandos Unificados de Combate.
La reforma propuesta fue rechazada, y el ejército de tierra israelí mantiene sus 3 comandos regionales. De la misma forma los equipos de apoyo siguen siendo dirigidos por los Directos de las Fuerzas de Defensa Israelí. En tiempos de guerra, el Comandante del Ejército de Tierra funciona como un consejero del Jefe General de las FDI en la guerra terrestre.
Como rama de las Fuerzas de Defensa de Israel, el Ejército de Tierra tiene capacidad para preparar y organizar a los componentes terrestres, combinarlos y coordinarlos entre los distintos cuerpos. Esto también incluye la instrucción de los soldados y las unidades, la redacción y publicación de la doctrina, la organización de las misiones de tierra, la investigación y el desarrollo y la adquisición de material. El comandante en tierra del ejército no ejerce ninguna autoridad sobre otros cuerpos militares aunque sean de tierra como la policía militar.